# Charles Radin
Charles Lewis Radin, né le 15 janvier 1945 est un mathématicien américain, connu pour ses travaux sur les pavages apériodiques et en particulier pour avoir défini le pavage en moulinet et, avec John Horton Conway, le pavage quaquaversal.

## Formation et carrière
Radin fait ses études de premier cycle au City College de New York, obtenant son diplôme en 1965 puis fait ses études supérieures à l'Université de Rochester, obtenant un doctorat en 1970 sous la direction de Gérard Emch,. Depuis 1976, il fait partie de la faculté de l'Université du Texas à Austin.
En 2012, il devient membre de l'American Mathematical Society.